# Mirbelia platylobioides
Mirbelia platylobioides là một loài thực vật có hoa trong họ Đậu. Loài này được (DC.) J.Thompson miêu tả khoa học đầu tiên.